# 弗朗茨·马克

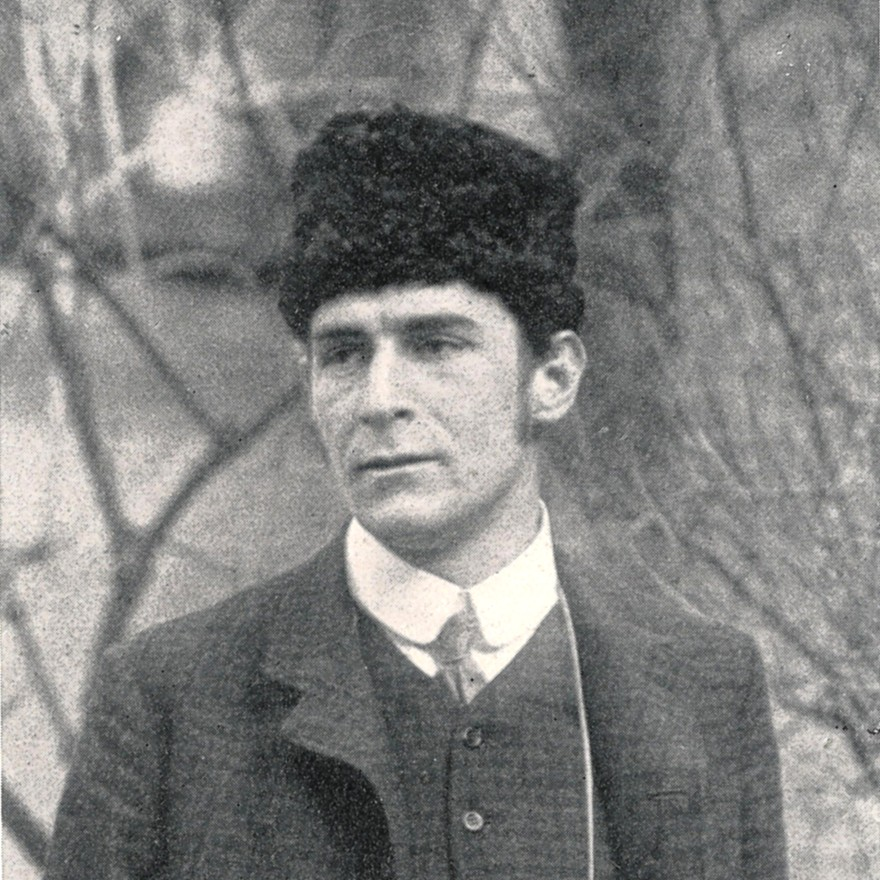
法蘭茲·馬克，照片攝於1910年

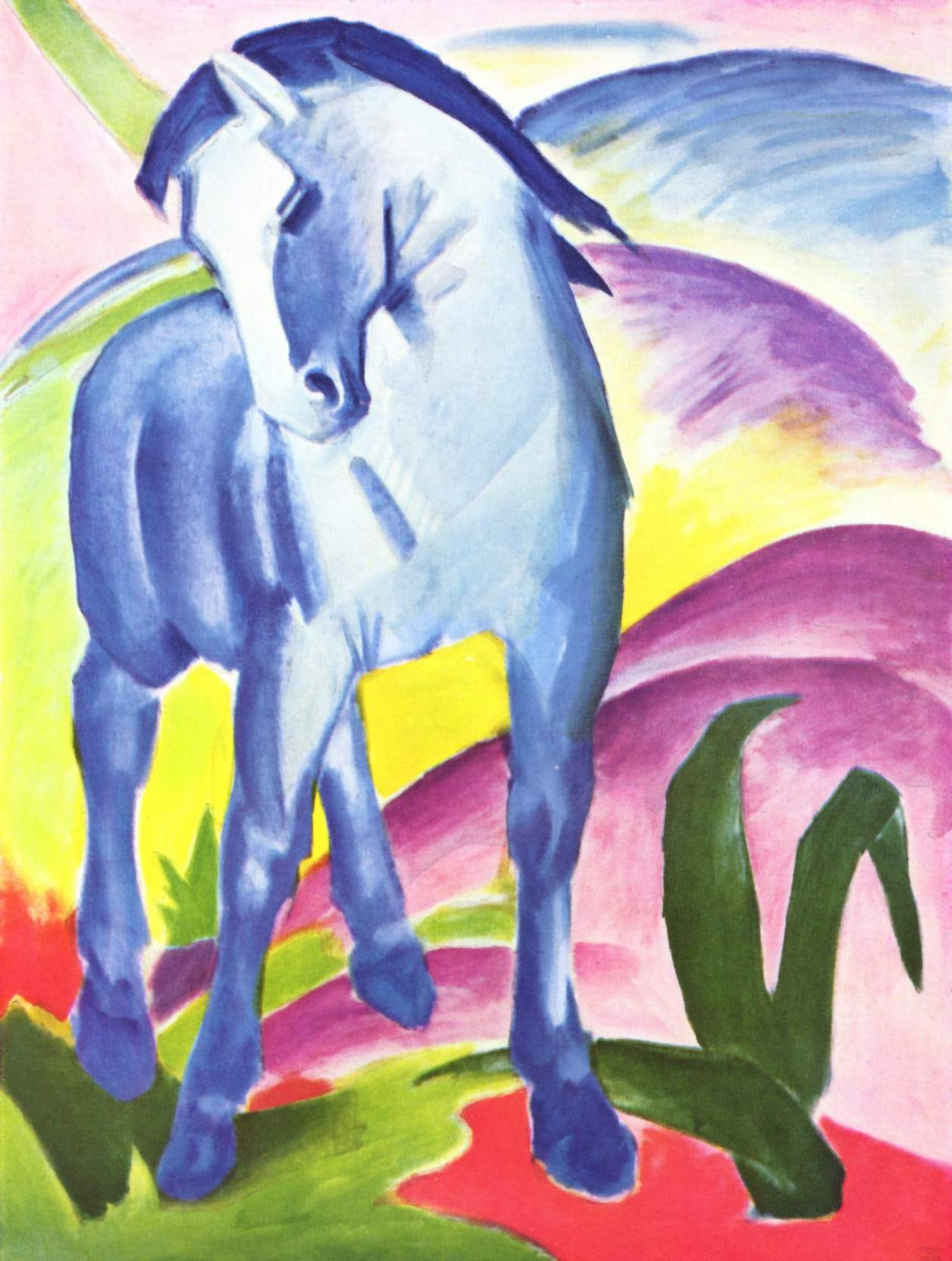
《蓝马一号》

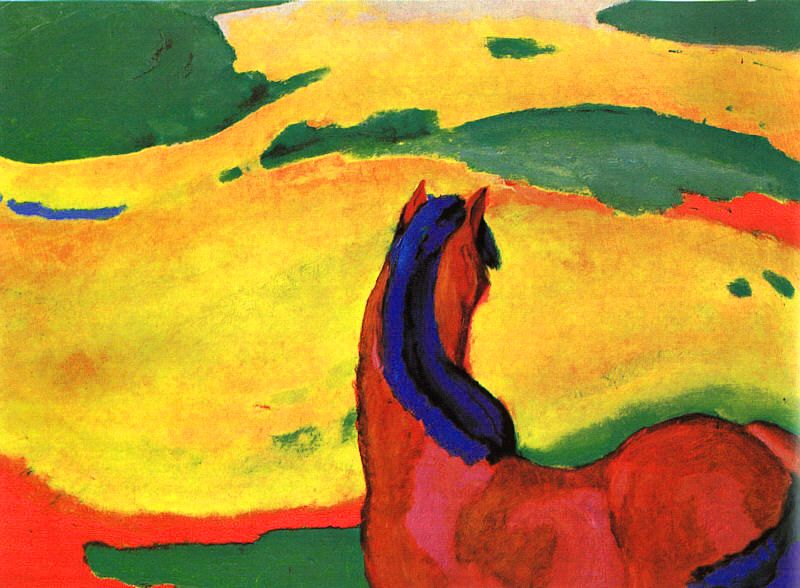
《风景中的马》

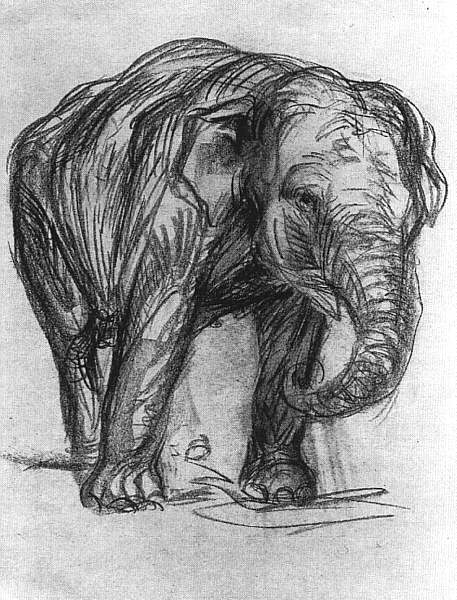
《大象》（1917年）

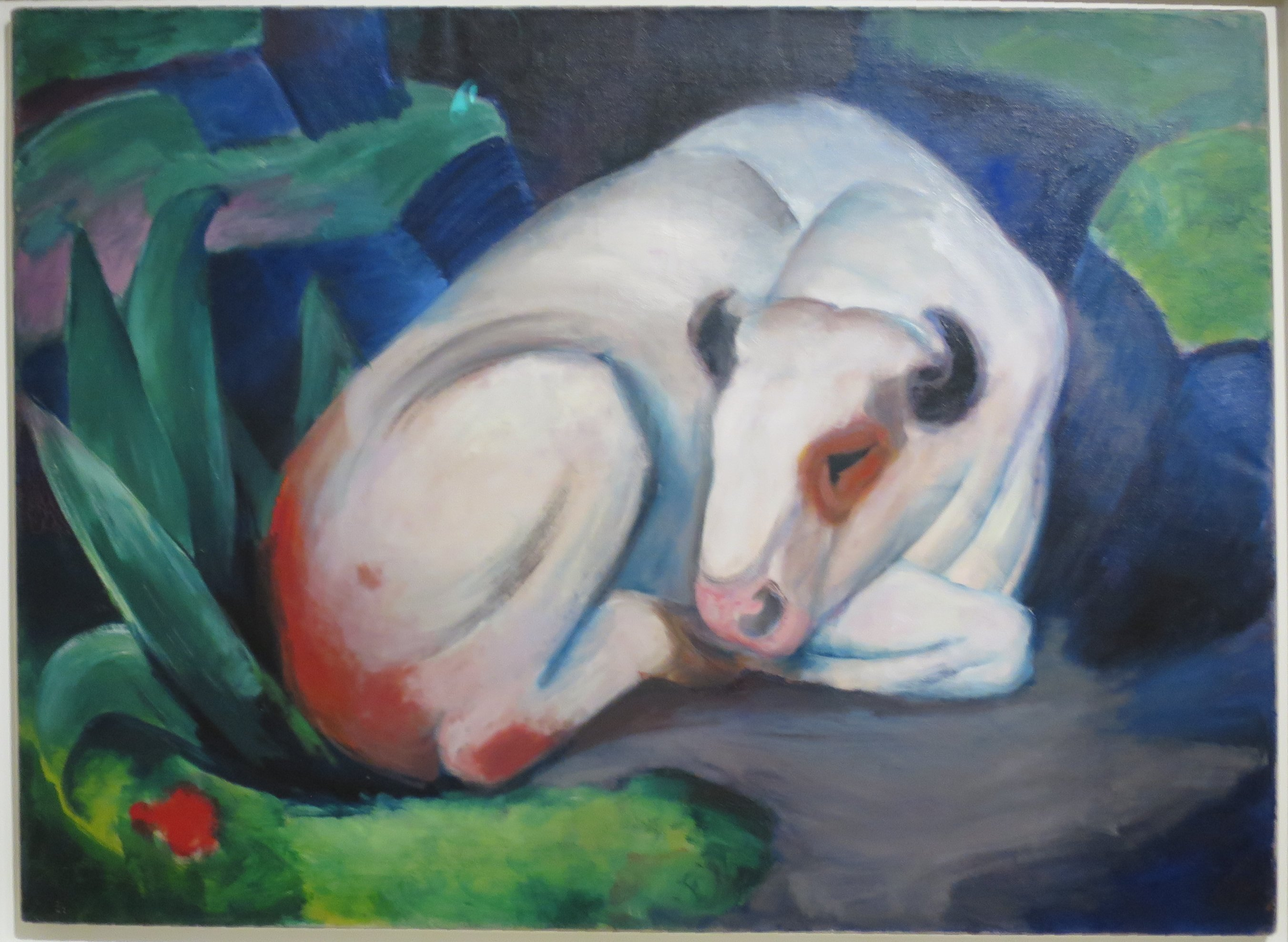
《公牛》（1911年），纽约古根海姆博物馆

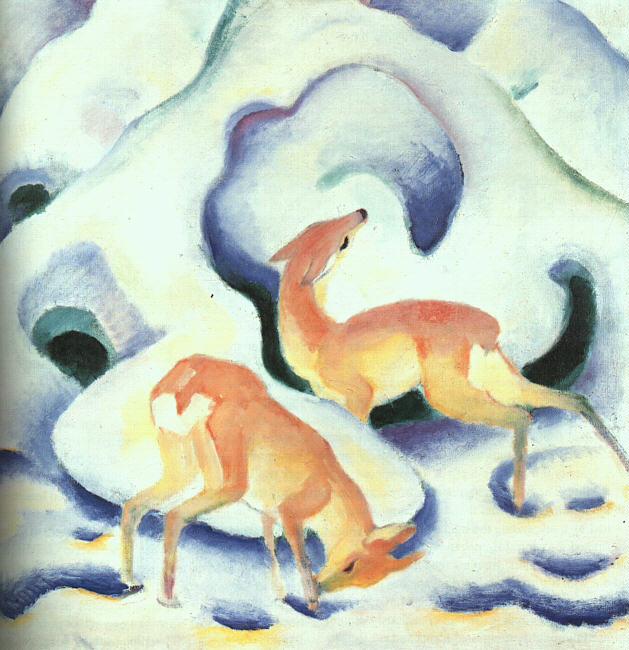
《雪中的小鹿》

弗朗茨·莫里茨·威廉·马克（德語：Franz Moritz Wilhelm Marc；1880年2月8日—1916年3月4日），德国画家，艺术团体“青骑士”的成员。他是二十世纪最伟大的画家之一和德国表现主义的创始人之一。

## 生平
1880年出生于慕尼黑，是画家威廉·马克和索菲·莫里斯（Sophie Maurice）的儿子。他在慕尼黑美术学院度过短暂的大学时期之后（1900年-1903年），于1904年在慕尼黑考尔巴赫大街（Kaulbachstraße）开设了他的第一个画室。
弗朗茨·马克于1910年举办了他的第一次个人画展。作为慕尼黑新艺术家协会的成员，他结识了瓦西里·康定斯基、阿列克谢·冯·亚夫连斯基、奥古斯特·马克和加布丽埃勒·明特尔。在第三次"新艺术家联盟"的展览中评委否定了康定斯基的几乎完全抽象的《构图，5号》，他，康定斯基和曼特因此退出了艺术家联盟，并于1911年12月18日在慕尼黑坦豪泽美术馆（Galerie Thannhauser）举办了新成立的艺术家团体“蓝骑士”的首次画展。同样是在1911年他在伦敦和画家玛丽亚·弗朗克结婚。1912年马克和康定斯基一起发行了《蓝骑士年鉴》。同年“蓝骑士”在柏林《暴风雨》杂志社画廊举行画展庆祝其巨大成功。这个艺术团体的理念是，每个人都拥有一个内在的和一个外在的现实经历，应当通过艺术来巩固它。该团体1911年-1914年的作品是整个20世纪的现代艺术的探索者。
1914年他在滨湖科赫尔购买了一栋房子。在第一次世界大战开始的时候，马克起初对战争充满热情，作为后备军人上了前线。1916年凡尔登战役中，马克的头部被弹片击中，当场毙命。直到1917年，他的遗体才被运回滨湖科赫尔并在那里被安葬。

## 身后事
1916年慕尼黑的弗朗茨·马克纪念展是其最大规模的作品展。他的遗孀玛丽亚·马克作为其身后的代表人，于1920年发表了大量的他的信件。1936-37年纳粹时期弗朗茨·马克被诽谤为“頹廢藝術家”，他的130幅作品还因此被拿出德国博物馆。他的一部分作品被销毁，其他作品被出售到海外。他失踪的作品中包括《蓝马之塔》，而这幅作品最后被纳粹元帅戈林收藏。
1998年10月，马克的部分作品在伦敦的佳士得拍卖行售出，当中包括画作《红鹿一号》（Rote Rehe I）。这幅作品以330万美金的价钱刷新了马克作品的售价记录。而该记录也在1999年10月的苏富比举行的一次拍卖会中被刷新。这幅名叫“瀑布”的作品售价为506万美金。这个记录不但是马克个人作品的最高记录，而且也是20世纪德国画家作品的最高记录。
弗朗茨·马克的绘画作品展览于2005年9月17日-2006年1月8日在慕尼黑伦巴赫之家市立画廊和下属的美术馆（Kunstbau）举行，并以近300,000的参观人次创下了纪录。

## 艺术理念以及技法
在他的自然主义教育后他就转向了表现主义。他使用诸如油画、树胶水彩、铅笔和水彩的技法。
马克喜欢把动物作为原始和纯洁的象征。它们与自然和谐共生，因此实现了他的创作理念。马克想以此表达他天上的世界的乌托邦。
他的作品的用色不仅是表现主义的，而且也是象征主义的，因为马克有自己的色彩规则，用蓝色表现男性，黄色表现女性，红色表现物质。

### 作品
- 1908年，《跳跃的狗》，油画，67x54cm
- 1909年，《黄昏时分的小鹿》，油画，100x70cm
- 1910年，《放牧的马群》，油画，94x64cm
- 1911年，《蓝色的小马驹》
- 1911年，《公牛》（如右），古根海姆现代艺术博物馆，纽约，油画，135x101cm
- 1911年，《蓝马一号》（如右）
- 1911年，《蓝色大马》，沃克美术馆，明尼亚波里/明尼苏达，油画，181x104cm
- 1911年，《狐狸》，冯德海特博物馆，伍珀塔尔
- 1911年，《雪中的小鹿》（如右），下萨克森州美术馆，汉诺威
- 1911年，《红色的马》，油画，182x121cm
- 1911年，《黄色母牛》，油画，189x140cm
- 1911/12年，《两匹马》，蛋彩画，21x14cm
- 1912年，《红色小马》，国家美术馆，斯图加特，油画，104x66cm
- 1912年，《黄色老虎》，伦巴赫之家市立画廊，慕尼黑，油画，111x111cm
- 1912年，《雨中》，伦巴赫之家市立画廊，慕尼黑
- 1912年，《红色小鹿》
- 1912年，《红色小鹿二号》，弗朗茨·马克博物馆，滨湖科赫尔，油画，100x70cm
- 1912年，《猪》，油画，83x58cm
- 1912年，《猴子》，油画，100x70cm
- 1912年，《修道院花园中的小鹿》，油画，101x75cm
- 1912年，《红色和蓝色的马》，蛋彩画，43x26cm
- 1913年，《动物的命运》，巴塞尔艺术博物馆，油画，195x263年，5cm
- 1913年，《狐狸》，杜塞尔多夫艺术博物馆
- 1913年，《小的构图三号》，哈根，奥斯特豪斯博物馆
- 1913年，《大狒狒》，国立现代艺术馆，慕尼黑
- 1913年，《有牛的风景》，油画，130x92cm
- 1913年，《黄色大马》，油画，80x60cm
- 1913年，《睡着的马》，水墨画，46x40cm
- 1913年，《林中小鹿一号》，油画，104x100cm
- 1913年，《蓝马钟楼》，平纹亚麻布油画，画家参军后，原作被纳粹弄丢，是弗朗茨·马克最重要的作品
- 1913/14年，《林中小鹿二号》，国家美术馆，卡尔斯鲁厄
- 1914年，《有房子，狗和牛的风景》，私人收藏
- 1914年，《蒂洛尔》，国立现代艺术馆，慕尼黑
- 1914年，《对抗的形体》，国立现代艺术馆，慕尼黑，油画，131x91cm
- 1914年，《小的构图四号》，弗朗茨·马克博物馆，滨湖科赫尔
- 1913/14年，《构图三号》，奥斯特豪斯博物馆，哈根